# Захаров, Александр Николаевич (режиссёр)
Алекса́ндр Никола́евич Заха́ров (род. 8 августа 1934, Киев, Украинская ССР) — советский кинорежиссёр, художник и сценарист.

## Биография
Родился 8 августа 1934 года в Киеве. Обучался на отделении живописи художественного училища в Днепропетровске, которое окончил в 1955 году, а в 1960 году  — Киевский художественный институт.
 В 1960—1961 работал ассистентом режиссёра в цехе художественной мультипликации на студии «Киевнаучфильм», в 1961—1964 — художником-графиком на разных студиях.
Перебравшись в Москву, поступил на режиссёрский факультет ВГИКа в мастерскую И. Таланкина. После окончания в 1969 году работал художником, ассистентом режиссёра, вторым режиссёром на «Мосфильме» на картинах Э. Рязанова, А. Птушко. В 1972 году защитил диплом на основе участия в сложно-постановочной картине «Руслан и Людмила». С 1978 года работал в качестве режиссёра самостоятельно.
Оставаясь наполовину художником, всегда увлекался кинотрюками и комбинированными съёмками. В 1988 году написал оригинальный сценарий «Сказочный мир Александра Птушко», в котором обобщил большинство птушковских кинополотен в сюжет с единым сквозным действием. 
В середине 90-х годов эмигрировал из России.

### Семья
Был женат, дочь — Александра (исполнительница девочки Маши в «Сказочном мире Александра Птушко»).

## Фильмография

### Режиссёр
- 1984 — Человек-невидимка
- 1988 — Сказочный мир Александра Птушко (научно-популярный)
- 1992 — Волшебная лавка (короткометражный)

### Сценарист
- 1984 — Человек-невидимка
- 1988 — Сказочный мир Александра Птушко (научно-популярный)
- 1992 — Волшебная лавка (короткометражный)

### Художник
- 1974 — Невероятные приключения итальянцев в России
- 1976 — В один прекрасный день (киноальманах)
- 1991 — Шкура

### Актёр
- 1985 — Танцплощадка